# Municipio de Washington (condado de Daviess, Indiana)
El municipio de Washington (en inglés: Washington Township) es un municipio ubicado en el condado de Daviess en el estado estadounidense de Indiana. En el año 2010 tenía una población de 15534 habitantes y una densidad poblacional de 81,31 personas por km².

## Geografía
El municipio de Washington se encuentra ubicado en las coordenadas 38°40′14″N 87°10′33″O / 38.67056, -87.17583. Según la Oficina del Censo de los Estados Unidos, el municipio tiene una superficie total de 191.06 km², de la cual 189.27 km² corresponden a tierra firme y (0.93%) 1.78 km² es agua.

## Demografía
Según el censo de 2010, había 15534 personas residiendo en el municipio de Washington. La densidad de población era de 81,31 hab./km². De los 15534 habitantes, el municipio de Washington estaba compuesto por el 90.95% blancos, el 0.91% eran afroamericanos, el 0.32% eran amerindios, el 0.85% eran asiáticos, el 0.05% eran isleños del Pacífico, el 5.12% eran de otras razas y el 1.8% pertenecían a dos o más razas. Del total de la población el 7.97% eran hispanos o latinos de cualquier raza.